# Chicago Reader
Il Chicago Reader è un settimanale statunitense fondato nel 1971 a Chicago.